# ورزشگاه البعث
ورزشگاه البعث یک ورزشکاه فوتبال در سوریه است که در جبله واقع شده‌است.